# Ван Чжэнбан
Ван Чжэнбан (кит. 王正邦, пиньинь Wáng Zhèngbāng; род. 12 января 1987 года, Хуалянь, уезд Хуалянь, Тайвань) — тайваньский стрелок из лука, член национальной сборной Тайваня на Олимпийских играх 2004, 2008 и 2012 годов. Серебряный призёр Олимпийских игр 2004 года в Афинах в командном первенстве.

## Образование
Окончил Тайваньский национальный спортивный университет.

## Спортивная карьера
На проходивших в Пусане летних Азиатских играх 2002 года завоевал серебряную медаль в командном первенстве. В личных соревнованиях не смог пройти квалификационный раунд.
В 2006 году в Дохе смог повторно завоевать серебряную медаль Азиатских игр в командном первенстве. В личном первенстве опять не смог пройти квалификационный раунд.
В 2007 году на чемпионате мира по стрельбе из лука выиграл бронзовую медаль, а на чемпионате Азии стал чемпионом.
На Летней Универсиаде 2009 года в сербском Белграде завоевал две серебряные награды в личном и командном первенстве.

### Олимпийские игры 2004 года
В личном первенстве смог успешно выступить в квалификационном раунде, заняв 18-е место и набрав 659 очков. В отборочном турнире в 1/32 победил спортсмена из США Джон Магера, но уже в 1/16 финала уступил в перестрелке украинцу Виктору Рубану. По итогам соревнований Ван Чжэнбан занял 17-е место.

В составе сборной принял участие в командном первенстве. Выиграв в четвертьфинале и полуфинале у сборных Австралии и США соответственно, уступили в финальном матче только спортсменам из Южной Кореи.

### Олимпийские игры 2008 года
В квалификационном раунде личного первенства занял 11-е место, набрав 667 очка. В отборочном турнире в 1/64 победил бутанца Таши Пэлджора со счётом 110:100, однако уже в следующем раунде уступил японцу Рюити Мория. По итогам соревнований Ван Чжэнбан занял 20-е место.

В командном первенстве, победив в первом раунде сборную США, в четвертьфинале уступили сборной Украины и заняли итоговое 7-е место.

### Олимпийские игры 2012 года
В личном первенстве в квалификации занял 33-е место с результатом 663 очка. В 1/62 финала победил колумбийца Даниэля Фелипе Пинеду, но как и на прошлой Олимпиаде, уступил в следующем раунде. На этот раз проиграл корейскому спортсмену Лим Дон Хён (двукратный Олимпийский чемпион по стрельбе из лука в командном первенстве 2004 и 2008 годов). По итогам соревнований Ван Чжэнбан занял 17-е место.

В командном первенстве сборная Тайваня уступила в 1/8 финала сборной Италии и заняла итоговое 9-е место.